# Black Moon (album)
Black Moon – ósmy album studyjny zespołu Emerson, Lake and Palmer, wydany 27 czerwca 1992 roku przez wytwórnię Victory Music.

## Historia
W 1992 roku, po 14-letniej nieobecności Emerson, Lake & Palmer powrócili do studia do studia nagraniowego nagrywając album Black Moon. Od strony brzmieniowej jest on najbliższy albumowi Emerson, Lake and Powell z lat 80. (nagrany z perkusistą Cozym Powellem), choć na albumie nie brak odniesień do lat 70.. Keith Emerson zastąpił analogowe syntezatory ostrym cyfrowym brzmieniem, upraszczając przy tym swoje klasyczne kompozycje z dawnych lat i nadając im bardziej rockowy schemat. Przykładem nowego brzmienia jest utwór „Romeo and Juliet”.

## Lista utworów
Zestaw utworów na płycie CD, wydanej w 1992 roku przez Victory Music:
| 1.  | Black Moon (Emerson, Lake and Palmer)                  | 6:56  |
|     |                                                        |       |
| 2.  | Paper Blood (Emerson, Lake and Palmer)                 | 4:26  |
|     |                                                        |       |
| 3.  | Affairs of the Heart (Greg Lake/Geoff Downes)          | 3:46  |
|     |                                                        |       |
| 4.  | Romeo and Juliet (Prokofiev, aranżacja: Keith Emerson) | 3:40  |
|     |                                                        |       |
| 5.  | Farewell to Arms (Emerson and Lake)                    | 5:08  |
|     |                                                        |       |
| 6.  | Changing States (Keith Emerson)                        | 6:01  |
|     |                                                        |       |
| 7.  | Burning Bridges (Mark Mancina)                         | 4:41  |
|     |                                                        |       |
| 8.  | Close to Home (Emerson and Lake)                       | 4:27  |
|     |                                                        |       |
| 9.  | Better Days (Emerson and Lake)                         | 5:33  |
|     |                                                        |       |
| 10. | Footprints in the Snow (Greg Lake)                     | 3:50  |
|     |                                                        |       |
|     |                                                        | 48:28 |
|     |                                                        |       |

### Skład zespołu
- Keith Emerson – instrumenty klawiszowe
- Greg Lake – gitary
- Carl Palmer – perkusja

### Produkcja
- producent muzyczny – Mark Mancina
- inżynierowie dźwięku, miksowanie – Steve Kempster, David Mitchell
- programowanie – Ian Morrow, Gary Hodgson, Tim Heintz, John Van Tongeren
- studia nagraniowe – Marcus Studios and Front Page Recorders
- kierownictwo artystyczne, ilustracje – A West, Brass Ring Circus Studios